# هنری بوید
هنری بوید (انگلیسی: Henry Boyd; ۶ مهٔ ۱۸۶۸ – ژوئیه ۱۹۳۵ (aged 67)) ورزشکار فوتبال اهل بریتانیا بود.
از باشگاه‌هایی که در آن بازی کرده‌است می‌توان به باشگاه فوتبال آرسنال، باشگاه فوتبال برنلی، باشگاه فوتبال وست برومویچ آلبیون، باشگاه فوتبال فالکیرک، و باشگاه فوتبال منچستر یونایتد اشاره کرد.
وی همچنین در تیم ملی فوتبال لیگ اسکاتلند بازی کرده‌است.